# Одуванчик (мультфильм)
«Одуванчик» — советский короткометражный мультфильм 1975 года производства студии «Творческое объединение „Экран“». Снят режиссёром Юрием Клепацким по мотивам сказки Александра Шарова «Мальчик одуванчик и три ключика».

## Сюжет
Гномы дают мальчику три ключа. Ему нужно правильно распорядиться и открыть нужный замок.

В основе сюжета многих картин — своеобразная притча. Вот кукольный фильм «Одуванчик» (сценарий А. Шарова, режиссёр Ю. Клепацкий). Предназначен он вроде бы детской аудитории, но пожалуй, даже большее впечатление производит на взрослых.
Мальчик встречает во сне трёх гномов, они дарят ему ключи, которые открывают двери, ведущие к самым прекрасным чудесам — к дружбе, любви. Но если человек изменит лучшему в себе, ключ сразу ломается…
— Леонид Гайдай, «Литературная газета», 1976 год

## Создатели
- Режиссёр: Юрий Клепацкий
- Сценарист: Александр Шаров
- Художник-постановщик: Борис Моисеев
- Мультипликатор: Борис Савин
- Оператор: Иосиф Голомб
- Композитор: Анатолий Быканов
- Текст песен и стихов: Ю. Ряшенцева

## О мультфильме
Народный артист РСФСР Леонид Гайдай в «Литературной газете» писал:

Фильм точен по драматургии, лаконичен и выразителен по художественному решению.
— Леонид Гайдай, «Литературная газета», 1976 год